# Объявление врагом трудящихся
Объявление врагом трудящихся — одна из мер защиты социально-исправительного характера (вид уголовного наказания) по советскому уголовному праву, которая была закреплена в пункте «а» статьи 13 и статье 17 Основных начал уголовного законодательства Союза ССР и союзных республик 1924 года. Кроме того, что осуждённый объявлялся «врагом трудового народа», он ещё лишался советского гражданства и бессрочно «изгонялся за пределы Союза ССР». Статья 17 Основных начал предусматривала два варианта неисполнения данного вида наказания — «самовольное возвращение лица, изгнанного по судебному приговору из пределов Союза ССР» и «невозможности фактически привести в исполнение приговор об изгнании». В таких случаях законодатель предписывал суду применить другое наказание, но не мягче чем лишение свободы сроком на пять лет.
Согласно статье 17 Основных начал, данный вид наказания применялся лишь за государственные преступления. Данная норма была имплементирована в уголовные кодексы всех республик СССР. В Уголовном кодекса РСФСР 1926 года такая санкция указывалась в 58-й статье, которые устанавливали ответственность за контрреволюционную деятельность.
В Уголовном кодексе Украинской ССР 1927 года эта мера наказания также предусматривалась за так называемые «контрреволюционные преступления», которые предусматривались 54 статьями этого кодекса. Этот вид наказания относился к мерам социальной защиты судебно-исправительного характера. При этом профессор В. С. Трахтеров отмечал, что фактически «объявление врагом трудящихся», также как и «расстрел», не находится в списке мер социальной защиты судебно-исправительного характера, но из-за того, что она всё же формально отнесена к таким мерам, то по своему репрессивному признаку, она должна быть поставлена выше остальных мер этой категории. Также учёный говорил, что «эта мера имеет черты мероприятия позорящего характера» и высказывал уверенность, что после принятия кодекса её значение будет лишь увеличиваться. Однако при этом суды практически не применяли данный вид уголовного наказания.